# Herbert Wrigley Wilson
Pour les articles homonymes, voir Wilson.
Herbert Wrigley Wilson, né le 25 octobre 1866 à Linthwaite (en) et mort le 12 juillet 1940 à Hitchin, est un journaliste et historien naval britannique. 

## Biographie
Il est le fils aîné du révérend George Edwin Wilson (vicaire de St. John's, Huddersfield, dans le West Yorkshire, et plus tard de Great Missenden dans le Buckinghamshire) et de Cecilia Wrigley. Il fait ses études à la Durham School et au Trinity College d'Oxford. Comme trois de ses cinq frères, il devient journaliste. Selon les mémoires de son frère G. H. Wilson, rédacteur en chef du Cape Times, H. W. Wilson fut « écrivain en chef » et rédacteur adjoint du Daily Mail de 1898 jusqu'à sa mort en 1940. Selon le propriétaire du journal, Alfred Harmsworth, Wilson était « l'épine dorsale mentale du journal ».
De 1914 à 1919, Wilson est co-éditeur avec John Alexander Hammerton du périodique The Great War: The Standard History of the All-Europe Conflict, publié par Amalgamated Press. Le premier volume vise en grande partie à justifier l'entrée de la Grande-Bretagne dans la guerre et à encourager le peuple britannique à s'engager et à se battre. Dans son intégralité, il compte 13 volumes.

## Publications
Outre son travail de journaliste, Wilson est également co-auteur, avec William Le Queux, d'un roman intitulé The Invasion of 1910 (en) (1906), et est l'auteur de nombreux livres sur l'histoire navale et militaire :
- 1896 : The Protection of Our Commerce in War
- 1897 : Ironclads in Acton
- 1897 : The Forthcoming Naval Review and Its Predecessors
- 1897-1903 : The Royal Navy: A History from the Earliest Times to the Present (7 vols.)
- 1898 : Nelson and His Times
- 1898 : When War Breaks Out
- 1898 : The Growth of the World's Armaments
- 1899 : The Naval Situation with Textual Tables
- 1899 : Adam Duncan (1731–1804)
- 1900 : The Downfall of Spain
- 1900-1901 : With the Flag to Pretoria
- 1902 : After Pretoria
- 1902 : New Light on Napoleon's Invasion Projects
- 1903 : Mr Chamberlain's New Policy
- 1905 : Japan's Fight for Freedom'
- 1914-1919 : The Great War (13 vols)
- 1917 : Convicted Out of Her Own Mouth: The Record of German Crimes
- 1919 : Battleships in Action
- 1920 : Hush, or the Hydrophone Service
- 1927 : Northcliffe House
- 1928 : The War Guilt
- 1935 : His Majesty the King